# NBA territorial pick
L'NBA territorial pick (in italiano: scelta territoriale) fu quella particolare regola del Draft NBA (e BAA) che permetteva la scelta di un giocatore amatoriale di college, introdotta nel Draft BAA 1947 ed esistita fino al Draft NBA 1965.
La scelta territoriale fu introdotta per cercare di avvicinare l'interesse dei tifosi verso le nuove squadre; veniva infatti permesso alle franchigie la possibilità di scegliere un giocatore locale (spesso molto seguito dai tifosi della zona) che giocava nel raggio geografico di 50 miglia.
Dei 22 giocatori selezionati con la "territorial pick", 11 sono stati inseriti nel Naismith Memorial Basketball Hall of Fame. Quattro giocatori sono stati insigniti del Rookie of the Year Award. Wilt Chamberlain e Oscar Robertson sono i due giocatori ad aver vinto il premio di MVP.

## Lista di "territorial picks"
| * | Membri del Naismith Memorial Basketball Hall of Fame |

| Draft | Nome              | Squadra               | College (città)                                       | Note   |
| ----- | ----------------- | --------------------- | ----------------------------------------------------- | ------ |
| 1949  | Ed Macauley*      | St. Louis Bombers     | Saint Louis University (St. Louis (Missouri))         | [ 2 ]  |
| 1949  | Vern Mikkelsen*   | Minneapolis Lakers    | Hamline University (Saint Paul (Minnesota))           | [ 2 ]  |
| 1950  | Paul Arizin*      | Philadelphia Warriors | Villanova University (Filadelfia)                     | [ 3 ]  |
| 1951  | Whitey Skoog      | Minneapolis Lakers    | University of Minnesota (Minneapolis (Minnesota))     | [ 4 ]  |
| 1952  | Bill Mlkvy        | Philadelphia Warriors | Temple University (Filadelfia)                        | [ 5 ]  |
| 1953  | Ernie Beck        | Philadelphia Warriors | University of Pennsylvania (Filadelfia)               | [ 6 ]  |
| 1953  | Walter Dukes      | New York Knicks       | Seton Hall University (South Orange (New Jersey))     | [ 6 ]  |
| 1955  | Dick Garmaker     | Minneapolis Lakers    | University of Minnesota (Minneapolis (Minnesota))     | [ 7 ]  |
| 1955  | Tom Gola*         | Philadelphia Warriors | La Salle University (Filadelfia)                      | [ 7 ]  |
| 1956  | Tom Heinsohn*     | Boston Celtics        | College of the Holy Cross (Worcester (Massachusetts)) | [ 8 ]  |
| 1958  | Guy Rodgers       | Philadelphia Warriors | Temple University (Filadelfia)                        | [ 9 ]  |
| 1959  | Wilt Chamberlain* | Philadelphia Warriors | University of Kansas (Lawrence (Kansas))              | [ 10 ] |
| 1959  | Bob Ferry         | St. Louis Hawks       | Saint Louis University (St. Louis (Missouri))         | [ 10 ] |
| 1960  | Oscar Robertson*  | Cincinnati Royals     | University of Cincinnati (Cincinnati (Ohio))          | [ 11 ] |
| 1962  | Dave DeBusschere* | Detroit Pistons       | University of Detroit (Detroit (Michigan))            | [ 12 ] |
| 1962  | Jerry Lucas*      | Cincinnati Royals     | Ohio State University (Columbus (Ohio))               | [ 12 ] |
| 1963  | Tom Thacker       | Cincinnati Royals     | University of Cincinnati (Cincinnati (Ohio))          | [ 13 ] |
| 1964  | Walt Hazzard      | Los Angeles Lakers    | UCLA (Los Angeles (California))                       | [ 14 ] |
| 1964  | George Wilson     | Cincinnati Royals     | University of Cincinnati (Cincinnati (Ohio))          | [ 14 ] |
| 1965  | Bill Bradley*     | New York Knicks       | Princeton University (Princeton (New Jersey))         | [ 15 ] |
| 1965  | Bill Buntin       | Detroit Pistons       | University of Michigan (Ann Arbor (Michigan))         | [ 15 ] |
| 1965  | Gail Goodrich*    | Los Angeles Lakers    | UCLA (Los Angeles (California))                       | [ 15 ] |